# Claudia Goldin
Claudia Goldin (New York, 14 maggio 1946) è un'economista statunitense, vincitrice del Premio Nobel per l'economia nel 2023 "per aver migliorato la nostra comprensione dei risultati del mercato del lavoro femminile".
La ricerca di Goldin copre un'ampia gamma di argomenti, tra cui la forza lavoro femminile, il divario di genere nei guadagni, la disuguaglianza dei redditi, il cambiamento tecnologico, l'istruzione e l'immigrazione. La maggior parte della sua ricerca interpreta il presente attraverso la lente del passato ed esplora le origini delle attuali questioni di interesse. Il suo contributo allo studio del lavoro femminile e dei risultati del mercato del lavoro è evidenziato dal suo impatto sui campi dell'economia e della storia economica, compreso lo studio del ruolo delle donne nello sviluppo economico.

## Biografia
Claudia Goldin, nata in una famiglia ebrea, ha vissuto la propria infanzia nel Bronx. Si è laureata presso l'Università Cornell in economia e, successivamente, si è trasferita a Chicago per perfezionare i propri studi nella locale università incentrando la propria formazione sull'organizzazione industriale. Ha insegnato presso l'università del Wisconsin-Madison, l'università di Princeton e l'università della Pennsylvania. Nel 1990 è entrata nel dipartimento di economia di Harvard. Ha curato studi sulla differenza salariale tra prestatori di lavoro in base al genere e, più in generale, sul lavoro femminile. Ha inoltre curato lo studio dell'impatto della tecnologia, dell'istruzione e dell'immigrazione sull'economia.

## Opere
- (EN) Career & Family: women's century-long journey toward equity, Princeton, Princeton University Press, 2021, ISBN 978-0691201788, OCLC 1284791159.